# 五乡镇
五乡镇，是中华人民共和国浙江省宁波市鄞州区下辖的一个乡镇级行政单位。因驻地五乡而得名:94。

## 历史
秦朝时五乡同谷是鄮县县治，唐朝时属鄮县，宋、元、明、清时属鄞县阳堂乡，1946年9月设五乡镇、宝幢镇、涵玉乡、浦口乡、高钱乡，属鄞东区，1949年5月为五浦乡、鄮源乡、高钱乡，属东钱区，1950年5月改为五乡镇、宝幢乡、涵玉乡、龙山乡、鹿峰乡、小白乡，属天童区，1956年6月五乡镇、宝幢乡、龙山乡合并为育王乡，小白乡的沙堰、明堂岙等村划入育王乡，1958年10月改为天童、五乡、宝幢、石山弄、龙山等管理区，1961年6月改为五乡公社、宝幢公社，9月属天童区，1965年5月撤销天童区，改属邱隘区，1983年8月改为五乡乡、宝幢乡，1986年五乡乡改为五乡镇，1989年项隘、高隘、周家等村改属五乡镇，1992年5月宝幢乡并入五乡镇:73、94。

## 行政区划
五乡镇下辖以下地区：
五乡社区、宝幢社区、石山弄村、钟家沙村、李家洋村、仁久村、蟠龙村、汇纤村、四安村、天童庄村、新诚村、明堂岙村、沙堰村、明伦村、永乐村、皎矸何村、龙兴村、项隘村、宝同村、联合村和涵玉村。